# Grande Zimbábue
O Grande Zimbábue, ou Grande Zimbabwe, é um complexo de amuralhados de pedra situados na região leste do Zimbábue, perto da fronteira com Moçambique. Este complexo é considerado um monumento nacional, que deu o nome ao país onde atualmente se situa. O "Monumento Nacional do Grande Zimbábue" foi inscrito pela UNESCO como Património Mundial em 1986.
Pensa-se que este complexo constituiu a capital dum estado, conhecido como O Primeiro Estado do Zimbábue, que floresceu no planalto central daquela região entre 1250 e 1450. A razão do abandono desta "cidade" praticamente sem deixar outros vestígios não é conhecida, uma vez que não existem registos escritos, mas pensa-se estar relacionada com a invasão da região pelos monomotapas, que deram origem a um grande império, mas estabelecendo a sua capital a cerca de 500 km do Grande Zimbábue, próximo do rio Zambeze (ver História de Moçambique).
Os povos xona parecem ter-se fixado nesta região durante o século V e, a partir dessa altura começaram a construir estes amuralhados que, na língua xona se chamam madzimbabawe. Encontraram-se outros complexos deste tipo em toda a região, o mais importante dos quais, pela quantidade de artefatos que continha — Mapungubwe - na margem sul do rio Limpopo, na atual Província do Limpopo, na África do Sul.
O Grande Zimbábue é formado por quatro construções, que podem ter sido residências, rodeadas pela Muralha Elíptica, que tem cerca de dez metros de altura e uma espessura de cinco metros em algumas partes. Esta muralha tem uma circunferência de cerca de 240 metros e um diâmetro máximo de 90 metros.
As únicas aberturas destes muros eram a entrada e vários canais de drenagem, fazendo lembrar os castelos da Europa medieval.
Todas estas construções são formadas por blocos de pedra cortados de modo a estarem perfeitamente ajustados, sem ter sido usado qualquer material entre elas, como "cimento". Pensa-se que o Grande Zimbábue, tal como outras construções similares, não foi construído inicialmente com a forma atual, mas terá sido ampliado e reconstruído, ao longo de vários séculos.
Para além dos amuralhados, que parecem ter constituído a residência real e, ao mesmo tempo, uma espécie de fortaleza, encontraram-se vestígios de um grande aglomerado populacional à volta do monumento, que foi estimada em cerca de 20.000 pessoas, vivendo em casas pequenas, provavelmente construídas de paus, mas cobertas com argila, como ainda hoje se vêm nas regiões rurais dos países da região.

## As aves de pedra
Em regiões vizinhas, foram recuperadas oito esculturas que representam aves esculpidas em pedra-sabão, assentes em colunas, existindo provas de terem estado dentro do amuralhado principal. Pensa-se que estas esculturas, que combinam características de aves e de seres humanos — lábios em vez de bicos e pés com cinco dedos —, poderiam ser símbolos do poder real ou de outro poder.
Depois da independência, o contorno das esculturas foi utilizado como símbolo nacional, figurando na bandeira do Zimbábue.

## Galeria

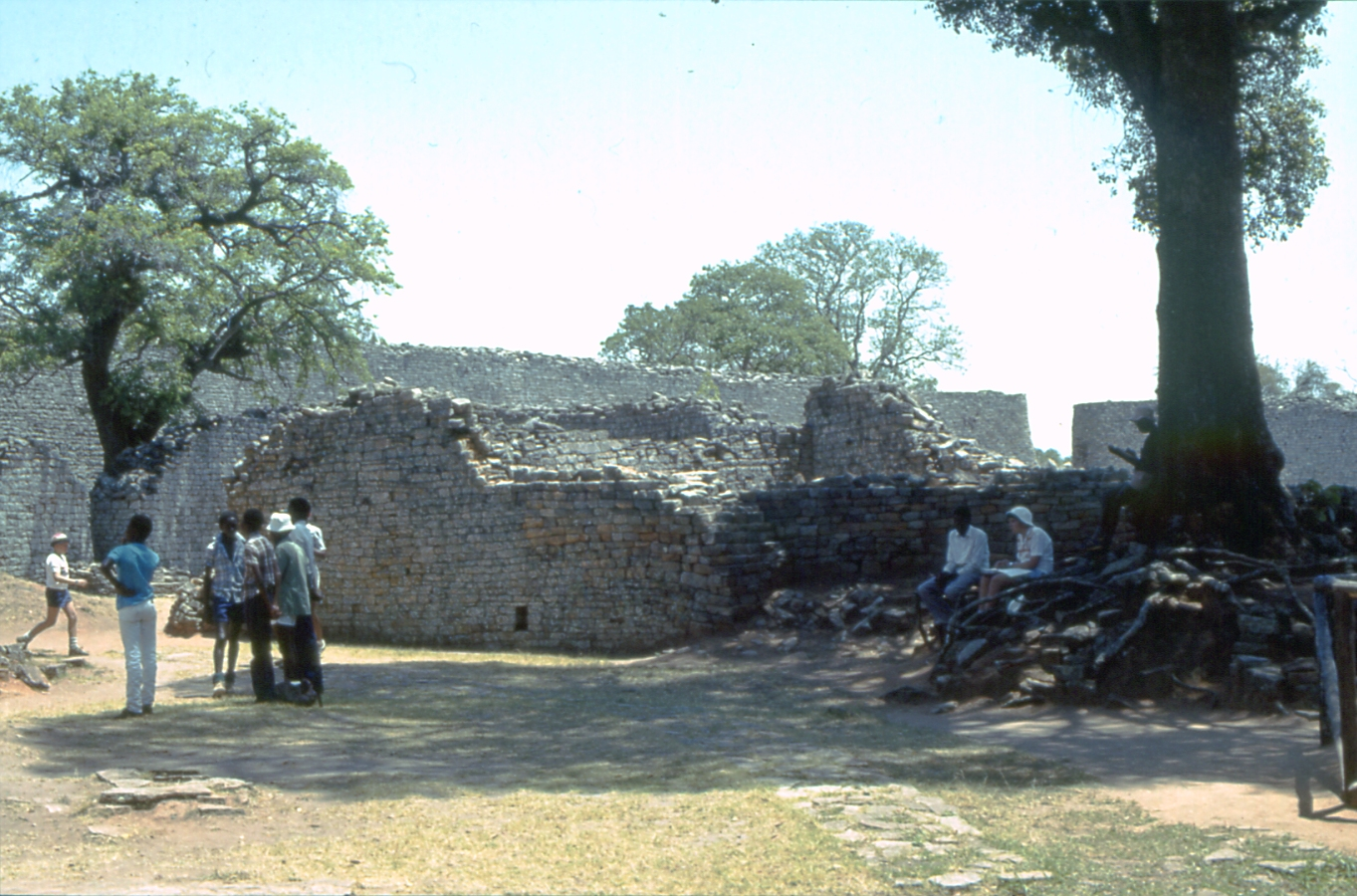
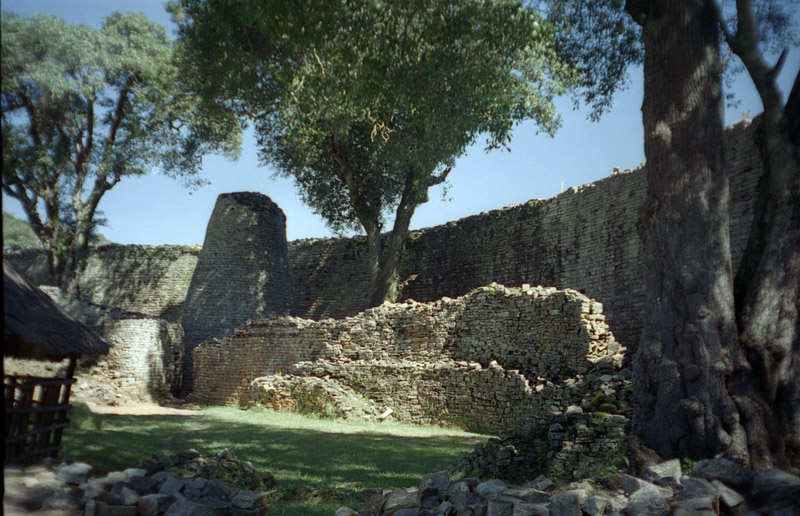
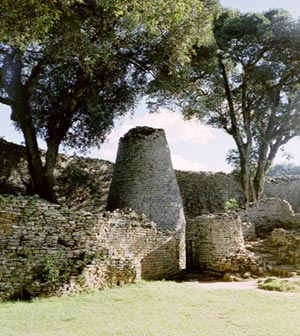
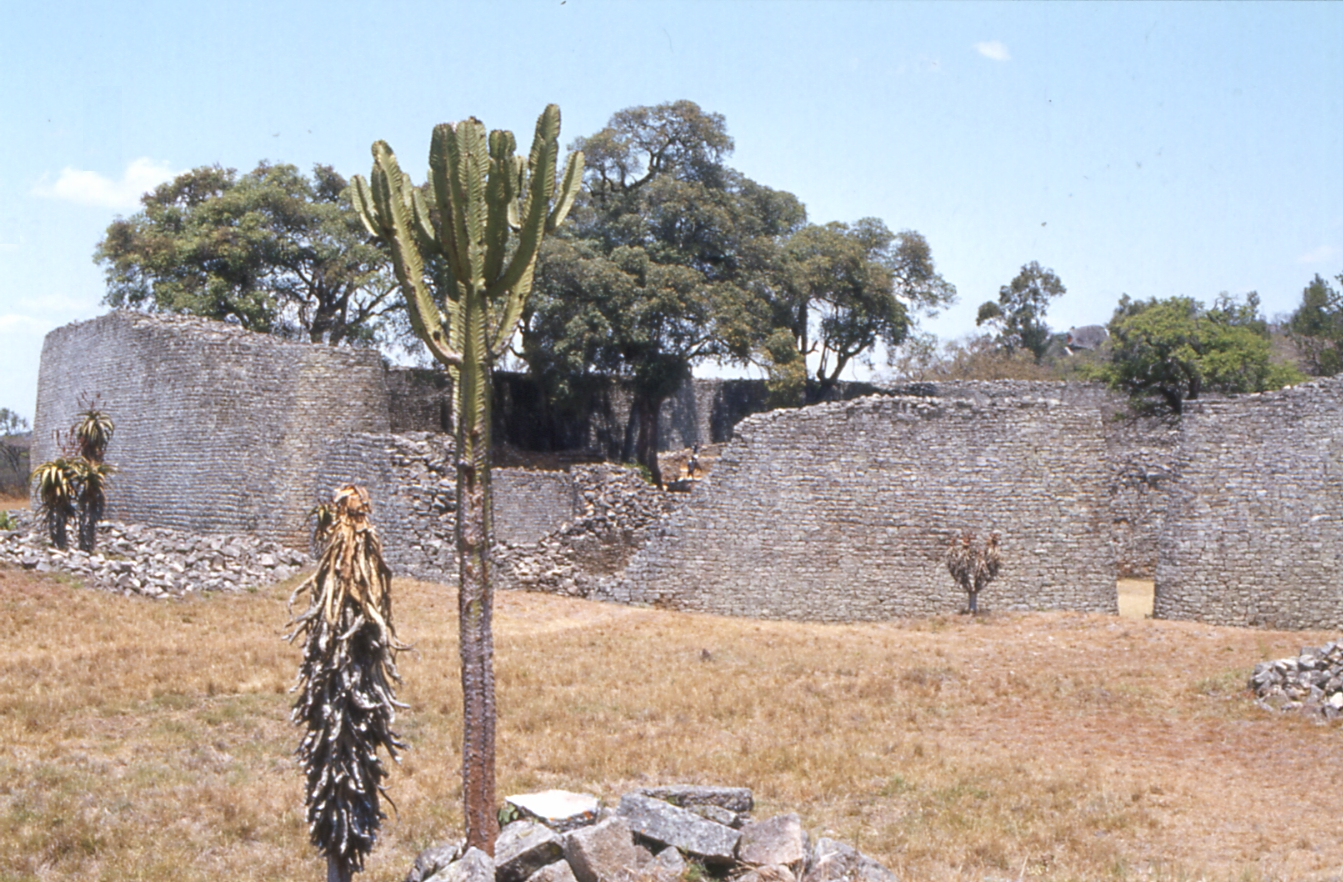
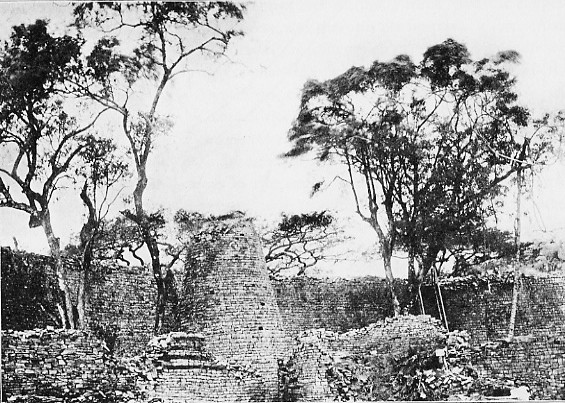